# 李亨民
李亨民（韓語：이형민），韓國電視劇導演。

## 作品列表

### 電視劇
- 2003年：KBS《小爸爸上學去》
- 2004年：KBS《對不起，我愛你》
- 2006年：KBS《雪之女王》
- 2010年：SBS《壞男人》
- 2012年：TV朝鮮《韓半島》
- 2015年：KBS《橘皮馬末蘭果醬》
- 2015年：Naver tvcast《愛上挑戰》
- 2016年：JTBC《玉氏南政基》
- 2017年：JTBC《大力女子都奉順》
- 2018年：KBS《我們遇見的奇蹟》
- 2020年：JTBC《巧克力》
- 2020年：MBN《我的危險妻子》
- 2022年：MBC《現在開始是Showtime！》
- 2024年：JTBC《她的日與夜》

### 電影
- 2009年：《天國的郵差》

## 外部連結
- NAVER （页面存档备份，存于）